# 河野匡泰
河野 匡泰（こうの まさひろ、6月1日 - ）は、日本の男性俳優、声優。長野県出身。
アマチュア活動の際に使用していた芸名が現在の芸名になっている。
それ以前のプロ活動においては河野清人（こうの きよひと）を使用していたが、2008年より河野匡泰に改名。
文学座付属演劇研究所出身。以前は、劇団昴、ケッケコーポレーションに所属していた。

## 出演作品

### テレビアニメ
- アイシールド21（佐竹洋平（泥門デビルバッツ）、南風原忍（夕日ガッツ） 他）
- 家庭教師ヒットマンREBORN!（ヴェルデ）
- コヨーテ ラグタイムショー（補佐官・ヤマグチ）
- ゾイドジェネシス（ディンガ 他）
- とある魔術の禁書目録（不良）
- MASTERキートン（学生）

### ゲーム
- アイシールド21 アメフトやろうぜ! YA-! HA-!!（佐竹洋平）
- アイシールド21 Portable Edition（佐竹洋平）
- アイシールド21 MAX DEVILPOWER!（佐竹洋平）
- ACE COMBATX2 ジョイントアサルト（ニコラエ・ドゥミトレスク）
- 家庭教師ヒットマンREBORN!DS オレがボス!最強ファミリー大戦（ヴェルデ）
- 絶対ヒーロー改造計画（無謀刑事キケンダー）

### 吹き替え
- WITHOUT A TRACE/FBI 失踪者を追え! （Without a Trace）シーズン4 #81（ジョー）
- XファイルIII（The X-Files）（ダイバー）
- カリフォルニア・ドリーム（California Dreams）（視聴者）
- ギャラクシー・クエスト（Galaxy Quest）（技術員）
- 三国志（劉璋の副将、魏の将校）
- サンタバーバラ（Santa Barbara） - ソーヤー・ウォーカー（エリック・クロースEric Close）
- シカゴホープ2（Chicago Hope）#14「Right To Life」（ホリンズ）
- 新スーパーマン（Lois & Clark: The New Adventures of Superman）（ウェイター）
- セントラルパークの妖精 スタンリーのゆかいな冒険（A Troll in Central Park）（茶トロール、ラジオアナ）
- バグズ〜ハイテクスパイ大作戦（Bugs）（テロリスト）
- バグズ・ライフ（A Bug's Life）（その他の声の出演:ポップコーン売り）
- ポストマン（The Postman）（トニー）
- ミレニアム（Millennium）シーズン1 #19「支配されざる者」（サム）
- 目撃（Absolute Power）(電話修理屋）
- 私の愛情の対象（The Object of My Affection）（ポール）

### ボイスオーバー
- NHK 海外ドキュメンタリー「ルワンダ 大虐殺への道」
- NHK BSドキュメンタリー「踏みにじられた人権・テロと和解」
- 動物100体
- 地球に生きる

### ナレーション
- 「VJ が訊く！」トークイベント第1回〜継続（ビデオジャーナリストユニオン）
- Mr.マリック・マジックステーショナリー VOL.1
- レミオロメン「レミオベスト」スペシャル　〜音楽と歩んできた軌跡〜
- MAX SPEED TRIAL〜稲田大二郎最高速列伝
- 渋谷ブランニューデイズ（監督：遠藤大輔、VJUビデオジャーナリストユニオン）

### ラジオ
- リボラジ!〜ぶっちゃけアルコバレーノ大集合〜　第9回・第10回 - （ヴェルデ役）

### ドラマCD
- とある魔術の禁書目録 アーカイブス2（黒服）
- ストロボ・エッジ ドラマCD vol.1・2（恭一）

### BLCD
- 華と龍（刑事）

### テレビドラマ
- 土曜ワイド劇場「温泉若おかみの殺人推理 8」（小林刑事）
- 土曜ワイド劇場「殺意のお茶会」（バス運転手）

### バラエティー
- カンニングの恋愛中毒（GyaO）
- カンニングの恋愛中毒SP（GyaO）

### インフォマーシャル
- ドコモ・インフォマーシャル　Spirit in the Sky（三上武史）

### CM
- NTT DoCoMo四国
- コスモ石油（ラジオCM）
- サントリーBOSS　レインボーマウンテン
- サイタ
- JT
- セブンイレブン

### 雑誌
- 美しいキモノ（アシェット婦人画報社）

### CD
- THE KING AND I  東芝EMI

### ライブ
- ROAD to Red in TOKYO Vol.19×TABLE FOR TWO アニソンnight!（ゲスト出演）歌はガリットソングとのコラボレーション

### ミュージカル
- 王様と私（通訳）-帝国劇場 日生劇場 青山劇場 飛天 中日劇場 博多座、（東宝）
- 42nd Street（オスカー）-中日劇場、(クリップボードを持つ青年、ダンサー)-日生劇場 （東宝）
- ローマの休日（聖職者）-中日劇場 博多座、（東宝）

### 舞台
- 新版 滝の白糸（南京出刃打ちの源太）-帝国劇場 飛天 御園座 他、（東宝）
- 女三の宮（給仕長）-帝国劇場、（東宝）
- 夢見る女たち（向田邦子（きんぎょの夢））（井上正志）-名鉄ホール、（東宝）
- 雨（百姓）-紀伊国屋ホール 他、（こまつ座）
- クリスマスキャロル（学校の子使い、煙突掃除） -三百人劇場 他、（劇団昴）
- 火曜日の風景（ランディ・トンプキンス） 劇団昴
- チャリングクロス街84番地　（トーマス） 劇団昴
- オレステイア（オレステス） 千里
- ハロルド・ピンター 「恋人」（リチャード）  ハーフムーン・シアター・カンパニー
- ガットガールズ（エドワード卿、ジム） ハーフムーン・シアター・カンパニー
- ニューヨーク・ショート・ショート（レオナルド） ハーフムーン・シアター・カンパニー
- 朗読劇〜声〜「宮部みゆき篇 〜江戸人間暦〜」
  - 「謀りごと」（香山又右衛門）「神無月」（岡っ引き） ケッケコーポレーション

### 朗読
- 磯部玲子ピアノ演奏会（象のババール）
- 演奏会 象のババール
- コンサート・ピーターと狼

### バレエ
- ベジャールガラII ボレロ（アンサンブル） 東京バレエ団

### 司会
- 演奏会 象のババール
- コンサート・ピーターと狼